# مايلس ويستون
مايلس ويستون (بالإنجليزية: Myles Weston)‏ (12 مارس 1988 في المملكة المتحدة - ) هو لاعب كرة قدم بريطاني في مركز الوسط. شارك مع منتخب إنجلترا تحت 16 سنة لكرة القدم ومنتخب إنجلترا تحت 17 سنة لكرة القدم ومنتخب إنجلترا تحت 18 سنة لكرة القدم ومنتخب إنجلترا تحت 19 سنة لكرة القدم ومنتخب أنتيغوا وباربودا لكرة القدم. أما مع النوادي، فقد لعب مع تشارلتون أثلتيك ونادي برينتفورد ونادي غيلينغهام ونوتس كاونتي ونادي ساوثيند يونايتد.

## مسيرته الكروية
لعب مايلس ويستون خلال مسيرته الاحترافية مع 8 أندية في ستة عشر موسمًا وسجل خلالها 41 هدفًا ضمن 439 مباراة. ولم يفز بأي موسم بالكأس أو بالدوري.
خاض مايلس ويستون مسيرته مع نادي نوتس كاونتي في موسم 2006–07 واستمر معه طيلة ثلاثة مواسم، مشاركًا في 73 مباراة سجل خلالها 3 أهداف. ثم انتقل إلى نادي برينتفورد في موسم 2009–10 واستمر معه طيلة ثلاثة مواسم، حيث شارك في 108 مباراة سجل خلالها 12 هدفًا. لينتقل بعدها إلى نادي غيلينغهام في موسم 2012–13 ولمدة موسمين، مشاركًا في 76 مباراة سجل خلالها 10 أهداف. ثم انتقل إلى نادي ساوثيند يونايتد في موسم 2014–15 ولمدة موسمين، مشاركًا في 51 مباراة سجل خلالها هدفين. هذا وانتقل لاحقًا إلى ويكمب وندررز في موسم 2016–17 لمدة موسم واحد، مشاركًا في 19 مباراة سجل خلالها 3 أهداف. ثم انتقل بعدها إلى نادي إبسفليت يونايتد في موسم 2017–18 واستمر معه طيلة ثلاثة مواسم، مشاركًا في 108 مباراة سجل خلالها 11 هدفًا. ليعود وينتقل من جديد، لكن هذه المرة إلى داغنهام وريدبريدج في موسم 2019–20 لمدة موسم واحد، مشاركًا في 4 مباريات ولم يسجل أي هدف.

## وصلات خارجية
- مايلس ويستون على موقع قاعدة بيانات كرة القدم.إي يو (الإنجليزية)
- مايلس ويستون على موقع ناشيونال فوتبول تيمز (الإنجليزية)
- مايلس ويستون على موقع Soccerbase.com (لاعب) (الإنجليزية)
- مايلس ويستون على موقع Soccerway.com (الإنجليزية)